# Eugenie-Schmiedl-Hain

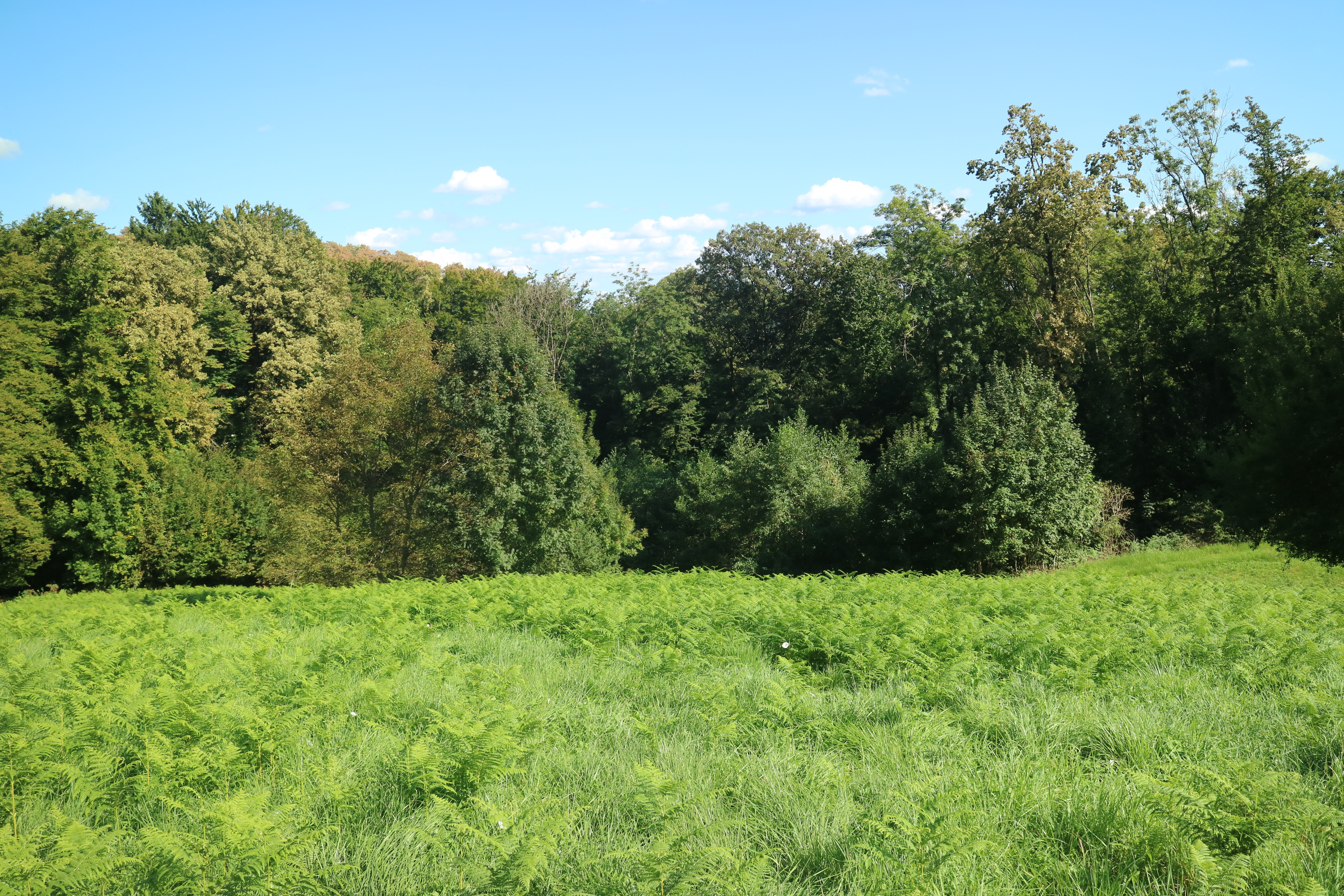
Das Waldstück von Westen

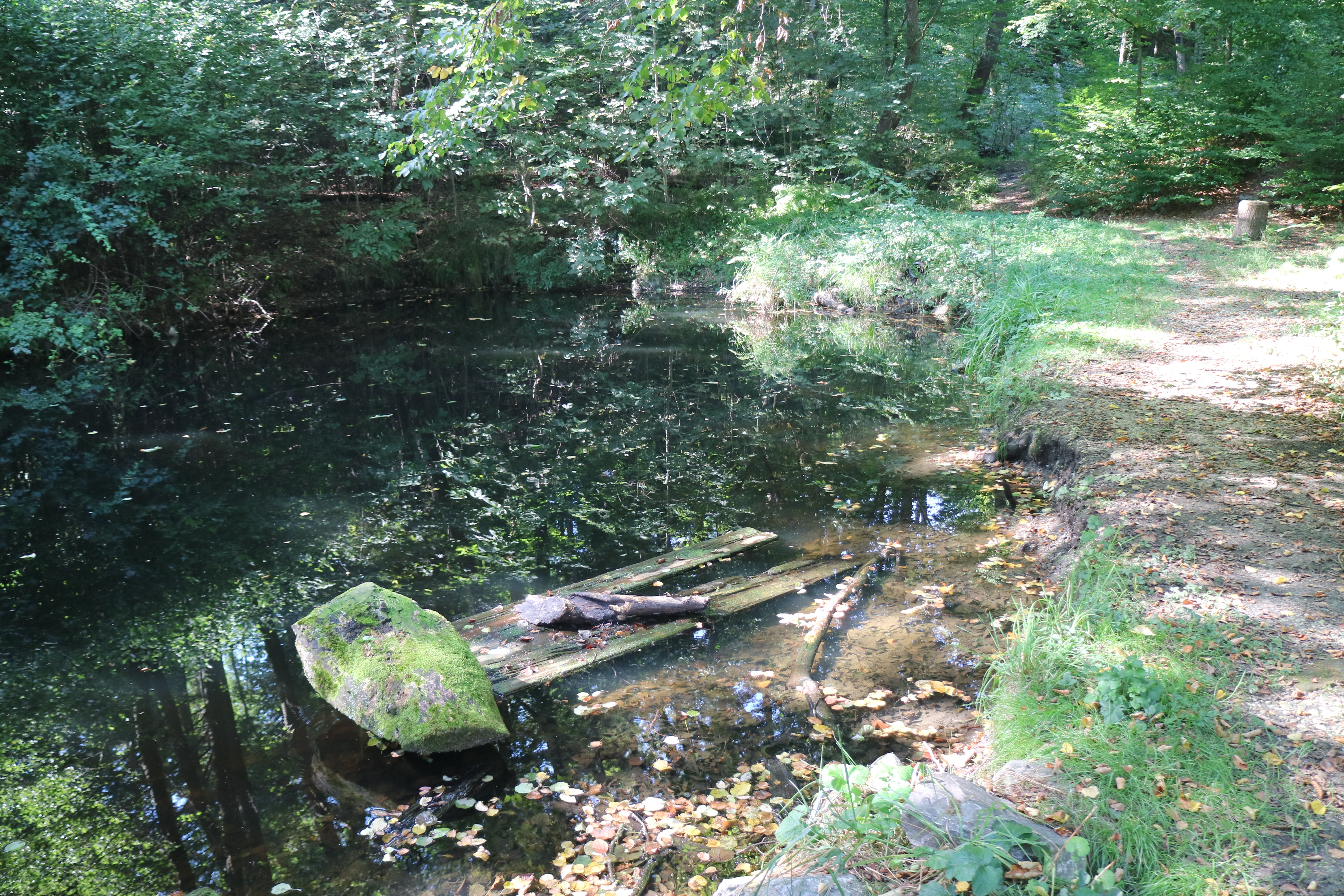
Teichanlage im Haininneren

Der Eugenie-Schmiedl-Hain ist ein Stadtwald in der steirischen Landeshauptstadt Graz. Der sogenannte Ökopark umfasst eine Waldfläche von 1,5 Hektar im Stadtbezirk Mariatrost und ist der Öffentlichkeit seit 1991 als naturnaher Erholungsraum zugänglich. 

## Lage und Umgebung
Der Eugenie-Schmiedl-Hain liegt im Mariatroster Bezirksteil Kroisbach in der Katastralgemeinde Wenisbuch. Er befindet sich am Südosthang des Weizberges am rechten Ufer des Josefbaches. Der Waldeingang auf 433 m ü. A. ist über die ringförmige Wohnstraße Am Josefgrund erreichbar. Von dort aus führt ein unmarkierter Pfad durch den Wald bergauf und am Rand einer Wiese zum Unteren Plattenweg. Das Waldstück ist Teil des Landschaftsschutzgebiets Nördliches und östliches Hügelland von Graz (LSG-30).

## Flora und Fauna
Der extensiv betreute Eugenie-Schmiedl-Hain dient bedrohten Tier- und Pflanzenarten im Siedlungsgebiet als wichtiger Rückzugsort. Das Areal umfasst als Biotoptypen Wald, Quell- und Sumpfzonen, Bachläufe, eine Teichanlage, Heckenräume und eine Streuobstwiese.
Mehr als die Hälfte der Fläche besteht aus Laubmischwald mit Hainbuche, Rotbuche und Linden. In der Krautschicht wachsen Kleines Immergrün, Maiglöckchen, Echtes Salomonssiegel, Schattenblümchen, Schwalbenwurz-Enzian und Wald-Ziest. Am Waldrand gedeihen unter anderem Faulbaum, Hasel und Schwarz-Erle. In den feuchten Bereichen um den Teich kommen Frauenmantel, Kuckucks-Lichtnelke, Mädesüß, Sumpfdotterblume und Wald-Frauenfarn, auf dem Teich selbst Rohrkolben, Wasserlinsen und Sumpf-Schwertlilie vor. Die wenigen kleinen Bachläufe werden von Pflanzen wie Geißbart, Echtem Salomonssiegel, Wald-Ziest und Vogelbeere gesäumt. Die Streuobstwiese wird von hochstämmigen Obstbäumen wie Apfel, Quitte und Zwetschke bestanden. Durch zweimal jährliche Mahd ist die Wiese reich an Pflanzenarten wie Scharfer Hahnenfuß, Pfennigkraut, Wiesen-Kerbel, Wiesen-Labkraut, Wiesen-Pippau und Ungarische Witwenblume. Eine Hecke im Eingangsbereich setzte sich aus Forsythie, Schwarzem Holunder und Japanischer Zierquitte zusammen.
Im Wald lassen sich hin und wieder Reh, Eichhörnchen oder Spitzmaus blicken. Neben Fledermäusen sind Vogelarten wie Buntspecht, Eichelhäher, Elster, Mäusebussard und Zaunkönig heimisch. Das aufgrund der extensiven Bewirtschaftung an Ort und Stelle verbleibende Totholz bietet Lebensraum für bestimmte Käfer- und Wildbienenarten. Am Teich leben Amphibien wie Erdkröte, Gelbbauchunke und Grasfrosch, aber auch Reptilien wie die Ringelnatter kommen vor. Die Bachläufe gelten als idealer Lebensraum für Edelkrebs oder Bachflohkrebs. Die Wiese beherbergt neben Vogelarten wie Buchfink, Buntspecht, Kleiber, Meisen und Rotkehlchen vor allem Insektenarten wie Grünes Heupferd, Kohlweißling, Bienen und Hummeln. Die bestehenden Hecken dienen Igeln, Mäusen und verschiedenen Vogelarten als Nahrungsquelle und Unterschlupf.

## Geschichte

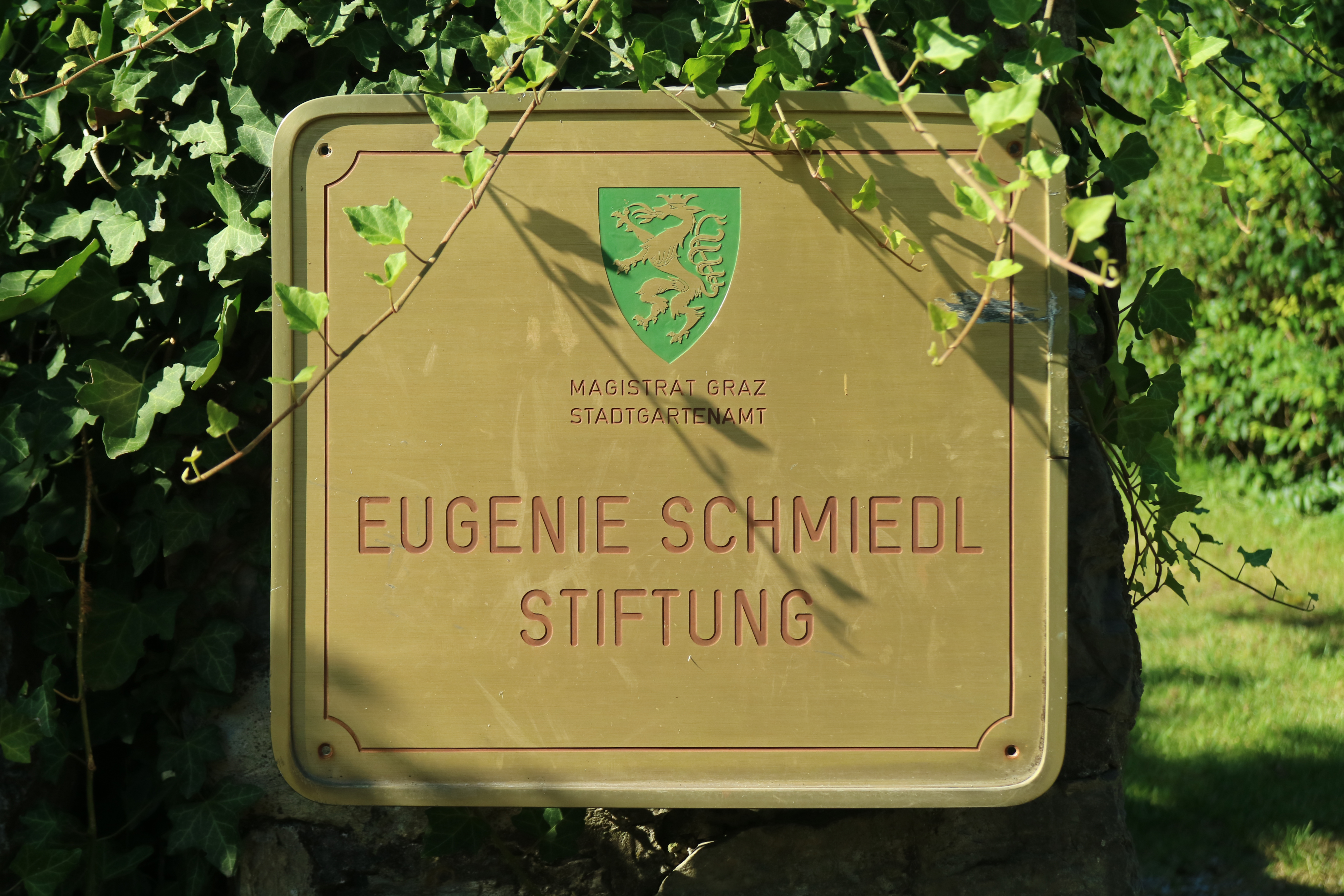
Plakette am Waldeingang

Die Namensgeberin des Hains, Eugenie Schmiedl (geborene Stollek, 1908–1990), wuchs in Wien-Floridsdorf auf und war als Magistratsbeamtin tätig. 1940 heiratete sie den Grazer Raketenwissenschaftler Friedrich Schmiedl, mit dem sie ein Anwesen auf der Platte bewohnte. Nach dem Tod seiner Gemahlin schenkte Schmiedl zwei Grundstücke am Josefgrund im Rahmen seiner Stiftung der Stadt Graz. Damit widmete er seiner verstorbenen Frau eine Erinnerungsstätte und sorgte langfristig für den Schutz des Baumbestandes. 1991 erfolgte durch den Gemeinderat die Benennung des Waldes als Eugenie-Schmiedl-Hain.